# Maraldi (cráter)

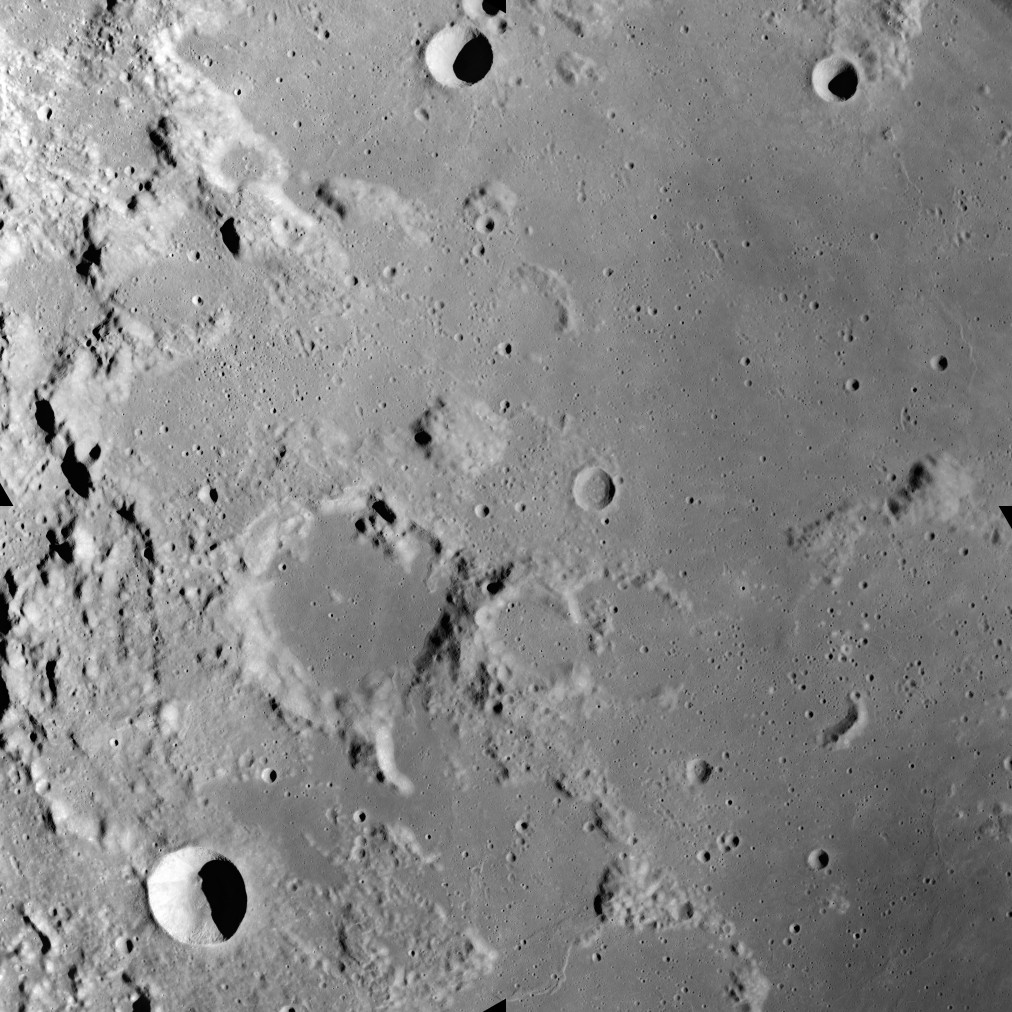
Imagen general donde aparecen Gardner (abajo izquierda) y Maraldi (centro) desde el Apolo 17. Foto NASA.

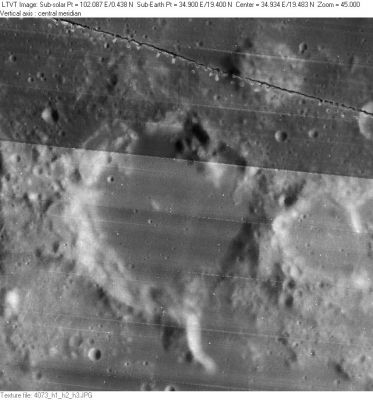
Fotografía de la misión Lunar Orbiter 4

Maraldi es un cráter de impacto desgastado y erosionado, situado en el borde occidental del Sinus Amoris, en la parte noreste de la Luna. Al oeste-suroeste se halla el cráter Vitruvius, y al noroeste aparece el desgastado cráter Littrow. Justo al noreste del cráter se encuentra la elevación en forma de cúpula denominada Mons Maraldi.
|  |

Este cráter presenta una pared externa muy desgastada, con incisiones profundas. Tiene más la apariencia de un anillo de picos que del borde de un cráter. El interior ha sido inundado por lava basáltica, dejando una superficie plana con un bajo albedo. Una cresta de escasa altura apenas sobresale al noroeste del punto medio, y varios cráteres minúsculos señalan su superficie interior.

## Cráteres satélite
Por convención estos elementos son identificados en los mapas lunares poniendo la letra en el lado del punto medio del cráter que está más cercano a Maraldi.
|         | \| Maraldi \| Coordenadas \| Diámetro \| \| ------- \| ---------------------------- \| -------- \| \| A \| 20°00′N 36°18′E / 20.0, 36.3 \| 8 km \| \| D \| 16°42′N 36°06′E / 16.7, 36.1 \| 67 km \| \| E \| 17°48′N 35°48′E / 17.8, 35.8 \| 31 km \| \| F \| 19°12′N 35°48′E / 19.2, 35.8 \| 18 km \| \| N \| 18°24′N 36°48′E / 18.4, 36.8 \| 5 km \| \| R \| 20°18′N 33°12′E / 20.3, 33.2 \| 5 km \| \| W \| 13°12′N 36°06′E / 13.2, 36.1 \| 4 km \| |          |
| Maraldi | Coordenadas | Diámetro |
| A       | 20°00′N 36°18′E / 20.0, 36.3 | 8 km     |
| D       | 16°42′N 36°06′E / 16.7, 36.1 | 67 km    |
| E       | 17°48′N 35°48′E / 17.8, 35.8 | 31 km    |
| F       | 19°12′N 35°48′E / 19.2, 35.8 | 18 km    |
| N       | 18°24′N 36°48′E / 18.4, 36.8 | 5 km     |
| R       | 20°18′N 33°12′E / 20.3, 33.2 | 5 km     |
| W       | 13°12′N 36°06′E / 13.2, 36.1 | 4 km     |

Los siguientes cráteres han sido renombrados por la UAI:
- Maraldi B -  Vésae  Lucian (cráter).
- Maraldi M -  Véase  Theophrastus (cráter).